# Biserica „Sfântul Nicolae” - Nou din Focșani
Biserica „Sfântul Nicolae” - Nou din Focșani este un monument istoric aflat pe teritoriul municipiului Focșani. În Repertoriul Arheologic Național, monumentul apare cu codul 174753.15.

## Istoric
Biserica Sf. Nicolae a fost ridicată la 1732, pe locul unei biserici de lemn care data din 1680 - 1690. Ctitor al bisericii noi este paharnicul Constantin Năsturel (1682-1752). Biserica actuală, monument istoric a aparținut inițial mânăstirii Râmnicului, închinata ca metoh Episcopiei Buzăului. Data fondării mânăstirii nu se cunoaște. Un document datat 22 mai 1696 este considerat de unii actul de drept prin care este ctitorita biserica Sf. Nicolae-Nou: este actul către mânăstirea ce se înființa a popii Arsenie care “… da danie mânăstirii Râmnicului local cel au la Focșani …pana in apa Milcovului…”. De aici și concluzia ca mânăstirea și biserica se situau pe hotarul dintre moșiile pe care au apărut Focșanii și le încadrează, ca timp, în una din cele mai vechi etape ale hotărniciei târgului – cu cele doua parți ale sale. În anul 1906, deși biserica era intr-un grad avansat de degradare, se mai putea distinge o parte din pictura realizată în jurul anilor 1732-1746, în special seria portretelor votive. Biserica a avut mult de suferit în timpul războiului austro-turc, aceștia din urma incendiind-o, distrugând zidurile si pictura. Înconjurata de ziduri groase din cărămidă și înzestrată cu o turla de clopotnița- asemănătoare turnurilor de veghe öi camerelor de refugiu, biserica Sf Nicolae –Nou constituia un punct strategic care a fost distrus în mare parte. Având un plan și o arhitectură ieșita oarecum din tiparele obișnuite, biserica se bucura de atenția specialiștilor în istoria artelor și arhitecturii de cult. Biserica a servit între anii 1985-1986 ca depozit de carte veche bisericeasca. După 1990 a fost redată cultului ortodox, devenind biserica parohială.

## Arhitectură
Biserica Sfântul Nicolae este un edificiu valoros care prezintă caracteristicile arhitecturii de secol XVII din – deși amplasarea sa este în Focșanii Munteni. Planul triconic, are amplasat pe laterala nordica un turn clopotnița care are la parter un pridvor deschis, cu arcade semicirculare susținute pe coloane de cărămidă. Brâul care încinge de jur împrejur biserica ca și tipul de pridvor demonstrează influentele arhitecturale din Țara Românească. Arhitectura construcției câștigă în zveltețe prin turnul din latura nordica și el la rândul sau de factura ecleziala moldoveneasca. Planul general este atipic pentru Țara Românească; pridvor deschis (închis in prezent dar inițial deschis), pronaos, naos cu abside poligonale (in cinci laturi) și altarul la fel. Turla clopotniței este amplasată în partea stânga a construcției, deasupra unei extinderi a pronaosului; acest fapt încadrează biserica într-o categorie deosebită de cea obișnuita arhitecturii de cult ortodox din zona ținutului Putnei.